# Thomas Rickman
Thomas (Tom) Rickman (Sharpe, 8 februari 1940 – 3 september 2018) was een Amerikaans scenarioschrijver en filmregisseur. Voor zijn scenario voor de muziekfilm Coal Miner's Daughter (1980) werd hij begin jaren 1980 genomineerd voor een Oscar.

## Carrière
Thomas Rickman werd in 1940 geboren in Sharpe (Kentucky). Van 1958 tot 1961 maakte hij deel uit van de US Marine Corps. Hij studeerde aan Murray State College en behaalde in 1969 een Master of Arts aan de Universiteit van Illinois.
Eind jaren 1960 sloot hij zich aan bij de American Film Institute (AFI) en ging hij aan de slag als scenarioschrijver. Zijn eerste filmcredit is de Raquel Welch-sportfilm Kansas City Bomber (1972), waarvoor hij het scenario herschreef. Een jaar later werd zijn adaptatie van de Zweedse politieroman De lachende politieman (1968) door regisseur Stuart Rosenberg verfilmd als The Laughing Policeman (1973).
Verschillende scenario's van Rickman, die zelf opgroeide in Kentucky, spelen zich af in de Zuidelijke Verenigde Staten. Voor Coal Miner's Daughter (1980), een biografische film over de eveneens van Kentucky afkomstige countryzangers Loretta Lynn, werd hij in 1981 genomineerd voor een Oscar.
In 1984 schreef en regisseerde hij de familiefilm The River Rat, met Tommy Lee Jones en Martha Plimpton als hoofdrolspelers. Het productieteam van The River Rat bestond uit verschillende personen die enkele jaren eerder ook meegewerkt hadden aan Coal Miner's Daughter. De film werd ontwikkeld in samenwerking met het Sundance Institute.
In de daaropvolgende jaren schreef Rickman hoofdzakelijk voor tv-producties en ging hij bij de University of Southern California aan de slag als lesgever. Zo werkte hij mee aan onder meer Alfred Hitchcock Presents (1986), Shannon's Deal (1990–1991), Truman (1995) en The Reagans (2003). Tussendoor schreef hij ook mee aan de horrorfilm Bless the Child (2000).

## Filmografie

### Films
Als scenarist
- Kansas City Bomber (1972)
- The Laughing Policeman (1973)
- The White Dawn (1974)
- W.W. and the Dixie Dancekings (1975)
- Hooper (1978)
- Coal Miner's Daughter (1980)
- The River Rat (1984)
- Everybody's All-American (1988)
- Bless the Child (2000)

Als regisseur
- The River Rat (1984)